# Al Sancak
Al Sancak è un serial televisivo drammatico turco composta da 19 puntate, trasmesso su TRT 1 dal 19 gennaio al 15 giugno 2023, con protagonisti Uğur Güneş e Gülsim Ali.

## Trama
Il capitano di fanteria Ali Banazlı, riunisce bruscamente la sua squadra con un'intelligence in arrivo e durante il suo lavoro conosce Nadia Ivanov, con la quale intraprende una relazione.

## Episodi
| Stagione       | Episodi | Prima TV Turchia | Prima TV Italia |
| -------------- | ------- | ---------------- | --------------- |
| Prima stagione | 19      | 2023             | inedita         |

## Personaggi e interpreti
- Capitano di fanteria Ali Banazlı (episodi 1-19), interpretato da Uğur Güneş.
- Nadia Ivanov (episodi 1-19), interpretata da Gülsim Ali.
- Tenente del Corpo dei Marines Aras Güneri (episodi 1-19), interpretato da İdris Nebi Taşkan.
- Çelebi (episodi 1-19), interpretato da Ahmet Yenilmez.
- Aslı Yüzbaşı (episodi 1-19), interpretata da Gözde Türker.
- Sergente capo di fanteria Selçuk Türker (episodi 1-19), interpretato da Ahmet Olgun Sünear.
- Capitano di fanteria Cengiz Uslu (episodi 1-19), interpretato da Emre Dinler.
- Sedef Banazlı (episodi 1-19), interpretata da Eslem Akar.
- Sottufficiale di fanteria Sergente maggiore İsmail Koca (episodi 1-19), interpretato da Tezhan Tezcan.
- Sottufficiale di fanteria Primo sergente Hüseyin Kümüş (episodi 1-19), interpretato da Çağlar Sayın.
- Sottufficiale di fanteria Sergente maggiore Süleyman Özer (episodi 1-19), interpretato da Fatih Gühan.
- Sottufficiale di fanteria Primo sergente Bora Cansız (episodi 1-19), interpretato da Ömer Faruk Aran.
- Capitano del Corpo dei Marines Selim Atakan (episodi 1-19), interpretata da Rıdvan Aybars Düzey.
- Sergente Mustafa İnal, sottufficiale di fanteria (episodi 1-19), interpretato da Murat İnce.
- Sergente maggiore di fanteria Sabri Kandemir (episodi 1-19), interpretato da Melih Özdoğan.
- Bahar (episodi 1-19), interpretata da Sibel Aytan.
- Generale Sacit Korkmaz (episodi 1-19), interpretato da Cem Kurtoğlu.
- Mithat (episodi 1-19), interpretato da Osman Soykut.
- Vedat (episodi 1-19), interpretato da Abidin Yerebakan.
- Novak (episodi 1-4), interpretato da Tevfik Erman Kutlu.
- Amy (episodi 1-9), interpretata da Zeynep Koltuk.
- Boran (episodi 8-18), interpretato da Nihat Altınkaya.
- Lilith (episodi 8-19), interpretata da Tutku Ayğan.
- Elizabeth / Olga Kurylenko (episodi 10-19), interpretata da Funda İlhan.
- Capitano Eylül Çelik (episodi 12-19), interpretata da Gizem Güneş.
- Gülseren (episodio 19), interpretata da Selda Özbek.

## Produzione
La serie è diretta da Can Emre e Günay Günaydın, scritta da Atilla Engin, Mehmet Arı e Selman Kılıçaslan e prodotta da Bozdağ Film. Il 9 e il 16 febbraio 2023 a causa del Terremoto in Turchia e Siria, la serie non è andata in onda.

### Riprese
Le riprese sono state effettuate interamente a Istanbul e nei dintorni.

## Promozione
L'esordio della serie, previsto per il 19 gennaio 2023, è stato annunciato l'8 gennaio attraverso i profili social della serie, di TRT 1 e della società di produzione Bozdağ Film. I primi promo sono stati diffusi da TRT 1 dal 27 novembre 2022, mentre il poster della serie è stato pubblicato il 12 gennaio 2023.